# Alice (pel·lícula de 2005)
Alice és una pel·lícula dramàtica portuguesa del 2005 escrita i dirigida per Marco Martins, el seu primer llargmetratge de ficció. Alice és protagonitzada per Nuno Lopes (com a Mário) i Beatriz Batarda (com a Luísa), pares de la nena de tres anys desapareguda que dona títol a la pel·lícula. Alice va ser produïda per Paulo Branco amb la banda sonora de Bernardo Sassetti.
La pel·lícula està dedicada a Filomena Teixeira, mare de Rui Pedro, un noi de Lousada que desaparegué el 1998 quan tenia onze anys. És una de les poques pel·lícules portugueses amb bona presència a l'estranger, especialment a França.

## Sinopsi
Han passat 193 dies des que es va veure per última vegada Alice. Cada dia, Mario, el seu pare, surt de casa i repeteix el mateix camí que va fer el dia que Alice va desaparèixer. L'obsessió per trobar-lo el porta a instal·lar una sèrie de càmeres de vídeo que registren el moviment dels carrers. Enmig de totes aquestes cares, d'aquella multitud anònima, Mario busca una pista, una ajuda, un rètol ...
El brutal dolor causat per l'absència d'Alice ha transformat Mario en una persona diferent, però aquesta tossuda i tràgica recerca és l'única manera que té de continuar creient que algun dia apareixerà Alice.

## Repartiment
- Nuno Lopes, com Mário.
- Beatriz Batarda, com Luísa.
- Miguel Guilherme, com Zé.
- Ana Bustorff, com Margarida.
- Laura Soveral, Lurdes.
- Gonçalo Waddington, com Seguretat de l'aeroport
- Carla Maciel, com Mónica.
- José Wallenstein, com Detectiu
- Clara Andermatt
- Ivo Canelas, com Ricardo.
- Teresa Faria
- Carlos Santos
- Bárbara Barradas, com lice.
- Rita Ferreira, com Alice 2 i imatge del poster.

## Producció
Alice és una producció portuguesa-francesa, desenvolupada conjuntament per empreses de producció portugueses (Clap Filmes, RTP i Madragoa Filmes) i franceses (Gémini Films).
Amb aquest seu primer llargmetratge, Marco Martins volia representar la capital portuguesa i l'aïllament dels seus habitants, cosa que va donar lloc a la trama sobre un pare que perd la seva filla. El director exposa el seu procés creatiu d'acostament al guió en què comença amb un tema a partir del qual troba una història que s'adapta al mateix tema.
Tot i que no té intenció de retratar la història de Rui Pedro directament, el guió d'Alice no es refereix només a l'episodi del noi d'onze anys que va desaparèixer de Lousada el 1998, inspirat en els infructuosos intents de la mare del nen. per trobar-lo. El director i el protagonista van entrevistar Filomena Teixeira, la mare de Rui Pedro, no sobre la història en si, sinó sobre el procés emocional que havia viscut des de la desaparició del seu fill. Això va facilitar el desenvolupament dels protagonistes. El director tenia la intenció de transmetre les angoixes dels qui estan privats del riure d'un nen i que participen en una recerca incessant.

## Premis
La pel·lícula va tenir un gran èxit i reconeixement internacional, amb guardons i nominacions a diversos festivals i premis: 
- 58è Festival Internacional de Cinema de Canes: secció Quinzena dels Directors - Premi "Jeunes Regards" 2005.[6]
- 56è Festival Internacional de Cinema de Berlín - Premi de l'estrella fugaç 2006 (Nuno Lopes).
- Festival Internacional de Cinema de Las Palmas de Gran Canària - Guanyat com a millor director - 1er treball 2006 (Marco Martins).[7]
- European Film Awards: nominat al premi Fassbinder 2005.
- Festival Internacional de Cinema de Mar del Plata: guanyador del millor director, millor pel·lícula i premi FIPRESCI 2006. Nominada a la millor pel·lícula.[8]
- Raindance Film Festival - Premi al millor director - 1r treball 2006 (Marco Martins).
- Premi Ariel a la millor pel·lícula iberoamericana (nominada)[9]
- També va representar Portugal a l'Oscar a la millor pel·lícula de parla no anglesa